# Osman El-Sayed
Osman El-Sayed (ar. محمد عثمان السيد, znany także jako Aid Osman; ur. 28 lutego 1930 w Kairze, zm. 21 kwietnia 2013) – egipski zapaśnik, srebrny medalista  z Rzymu w barwach Zjednoczonej Republiki Arabskiej. Szósty na mistrzostwach świata w 1961 i 1962. Wicemistrz igrzysk śródziemnomorskich w 1955 i trzeci w 1959 roku.